# Kapuskasing
Kapuskasing är en ort i Kanada.   Den ligger i provinsen Ontario, i den sydöstra delen av landet, 700 km nordväst om huvudstaden Ottawa. Kapuskasing ligger 219 meter över havet och antalet invånare är 9 240. Kapuskasing Airport ligger nära orten.
Terrängen runt Kapuskasing är platt, och sluttar norrut. Runt Kapuskasing är det ganska glesbefolkat, med 42 invånare per kvadratkilometer.. Det finns inga andra samhällen i närheten. 
I omgivningarna runt Kapuskasing växer i huvudsak blandskog.